# Quercus ellipsoidalis
El roble de Hill (Quercus ellipsoidalis) es un roble perteneciente a la sección Lobatae dentro del género Quercus. Es originaria de Norteamérica.

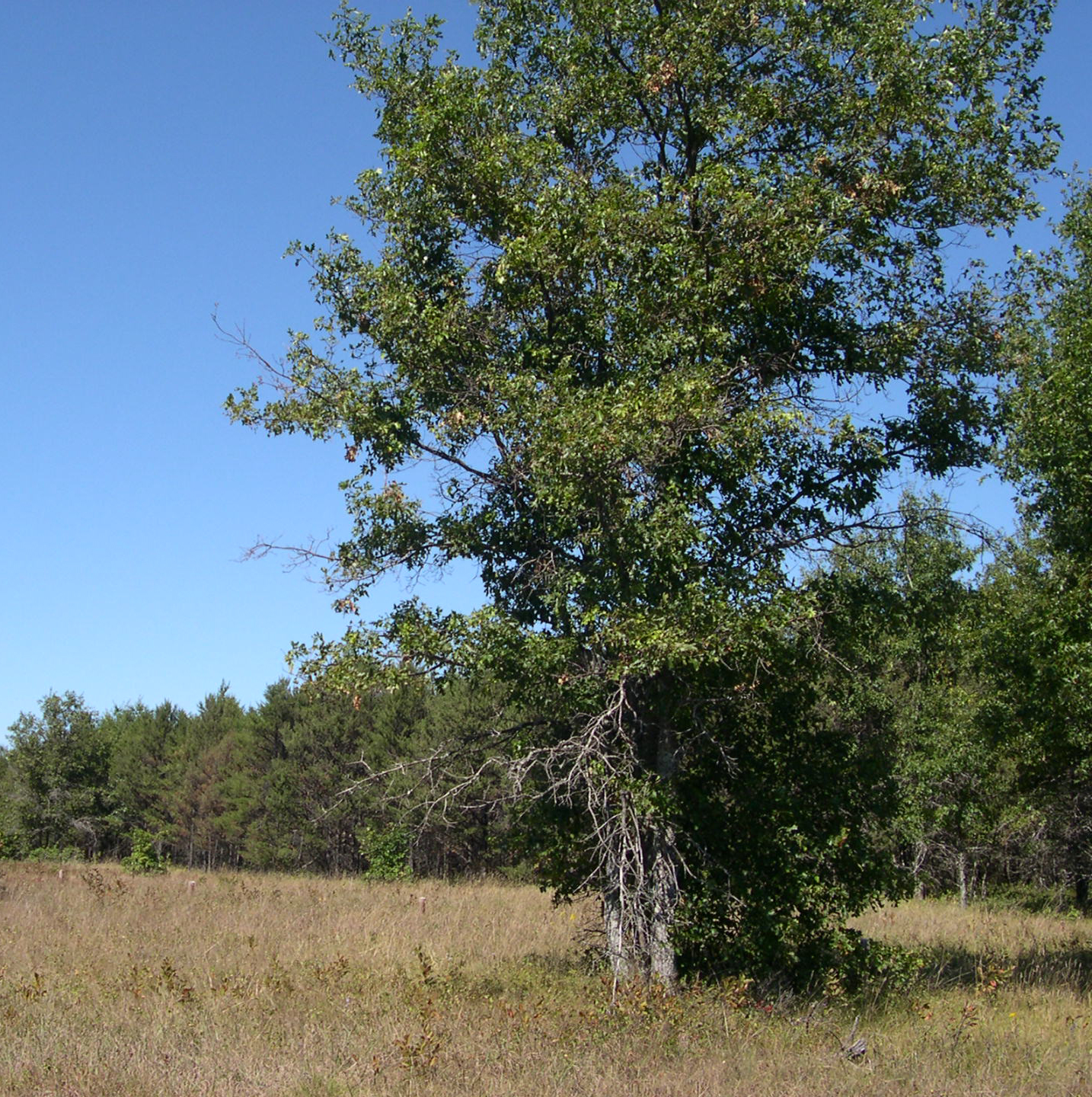
Vista del árbol

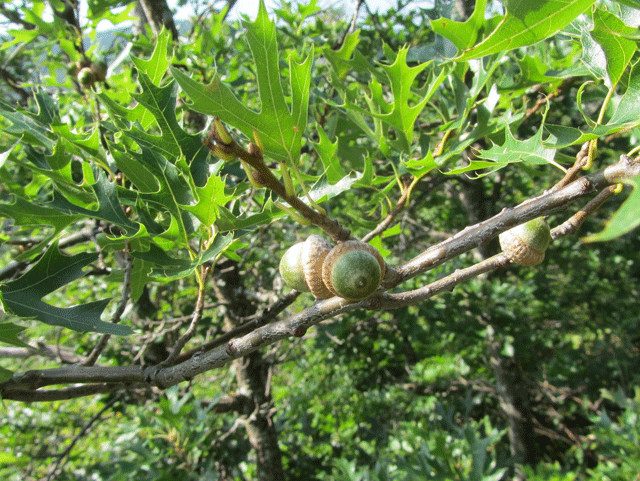
Frutos

## Descripción
El roble de Hill es un árbol caducifolio de tamaño mediano que llega a crecer hasta los 20 m de altura y forma una corona redonda y abierta. Sus hojas son lustrosas, de color verde y miden entre 7 y 13 cm de largo por 5 a 10 cm de ancho, lobadas, con cinco o siete lóbulos separados por profundos huecos entre ellos y que a su vez cada uno de estos lóbulos tiene entre 3 y 7 dientes puntiagudos. La hoja casi no tienen bellos, a excepción de pequeños mechones de color naranja pálido o café donde se unen las venas de los  lóbulos con la vena central. Las bellotas tienden a ser de forma elíptica, y de allí  proviene el nombre científico de esta especie, aunque tienden a ser de formas muy variables y tienden a ser globosas, de 6 a 11 mm de largo y 10 a 19 mm de ancho, con su cúpula que recuble a la bellota entre la tercera parte o incluso hasta la mitad. Estas bellotas cuando maduran, aproximadamente luego de 18 meses después de polinización, son de un color verde marrón pálido y de sabor muy amargo. La superficie interna de la tapa de las bellota es glabra (sin pelos) o moderadamente pubescentes, y los pelos, si es que están presentes, tienden a ser rizados en lugar de rectos.

## Distribución y hábitat
Principalmente se desarrolla en la zona norte del Medio Oeste de Estados Unidos, y también en el sur este y sur oeste de Ontario en Canadá. Preferentemente se desarrolla en suelos secos, arenosos y por lo general en suelos ácidos. Aunque su nombre en inglés "Northern Pin Oak" sugiere algún tipo de parecido con el "Pin Oak" (Quercus palustris, éste en realidad tradicionalmente  ha sido relacionado estrechamente con el Quercus coccinea y de hecho fue incluido dentro de esta especie por varios botánicos. Sin embargo trabajos recientes sugieren que el roble de Hill está más relacionado con el Quercus velutina conocido como roble negro y que puede existir alguna correlación entre los genes de estas dos especies. La similitud morfológica entre Q. ellipsoidalis y Q. coccinea sigue siendo una fuente de confusión, sobre todo en el noroeste de Indiana y el sur del Condado de Cook en Illinois.

## Usos
El roble de Hill ocasionalmente es plantado como un árbol ornamental, muy popular por el color rojo brillante de sus hojas en otoño, y por su tolerancia a los suelos arenosos e infértiles. Su tronco es demasiado pequeño para ser aprochado como madera, pero es similar a la de otros "robles rojos".

## Taxonomía
Quercus ellipsoidalis fue descrita por  Ellsworth Jerome Hill    y publicado en Botanical Gazette 27(3): 204–208, pl. 2–3. 1899.
Etimología
Quercus: nombre genérico del latín que designaba igualmente al roble y a la encina.
ellipsoidalis: epíteto latín
Sinonimia
- Quercus ellipsoidalis var. coccinioides Farw.
- Quercus ellipsoidalis f. heterophylla Trel.
- Quercus ellipsoidalis f. incurva Trel.
- Quercus ellipsoidalis var. kaposianensis J.W.Moore	[5][6]